# عبدالاله المالکی
عبدالاله المالکی (انگلیسی: Abdulellah Al-Malki؛ زادهٔ ۱۱ اکتبر ۱۹۹۴) یک ورزشکار اهل عربستان سعودی است.
از باشگاه‌هایی که در آن بازی کرده‌است می‌توان به باشگاه فوتبال الوحده عربستان سعودی اشاره کرد.